# Митюшсикт
Митюшсикт  — деревня в Сысольском районе Республики Коми в составе сельского поселения  Визинга. 

## География
Расположена на левобережье реки Большая Визинга на расстоянии 1,5 км от по прямой на юго-запад от  районного центра села Визинга.

## Население
Постоянное население  составляло 28 человек (коми 86%) в 2002 году, 26 в 2010 .